# Coelaenomenodera perrieri
Coelaenomenodera perrieri es un coleóptero de la familia Chrysomelidae.
Fue descrita científicamente en 1898 por Fairmaire.